# William Doxford & Sons
William Doxford & Sons Ltd, spesso citata semplicemente come Doxford, fu un'azienda britannica di cantieristica navale e produttrice di motori marini.

## Storia

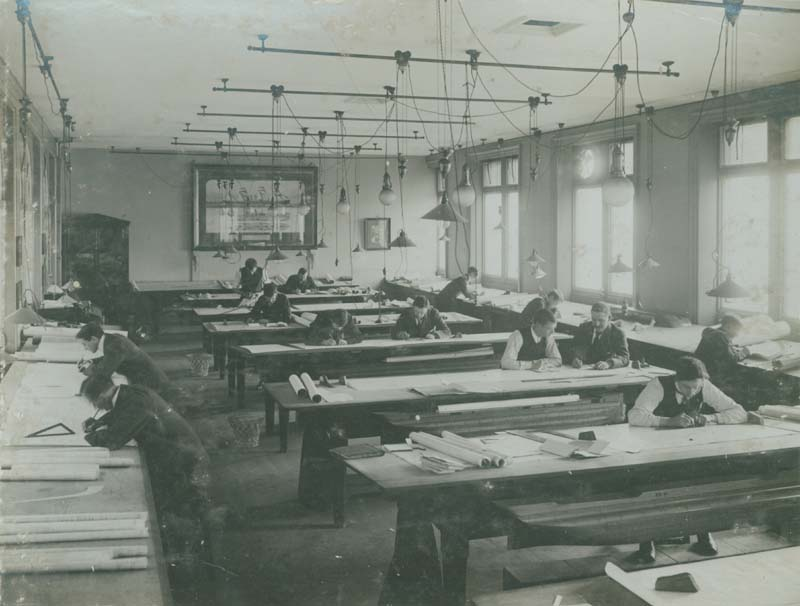
Ufficio di disegno della William Doxford & Sons nel 1928

William Doxford fondò l'azienda nel 1840. Dal 1870 fu basata a Pallion, sobborgo di Sunderland, sul fiume Wear, nel nordest dell'Inghilterra. Alla morte di William Doxford, avvenuta nel 1882, l'azienda fu gestita dai suoi quattro figli. Nel 1918 fu acquisita dalla Northumberland Shipbuilding Company.
Nel 1961 fu rinominata Doxford & Sunderland Shipbuilding & Engineering Co Ltd e nel 1966 Doxford & Sunderland Ltd. La Court Line ne prese possesso nel 1972 e la ribattezzò Sunderland Shipbuilders Ltd.
Negli anni '70 fu costruito un nuovo cantiere protetto che poteva costruire simultaneamente due navi da 30 000 t affiancate. L'acciaio arrivava in un'estremità del cantiere e la nave finita, completa di motori, lo lasciava dall'altra.

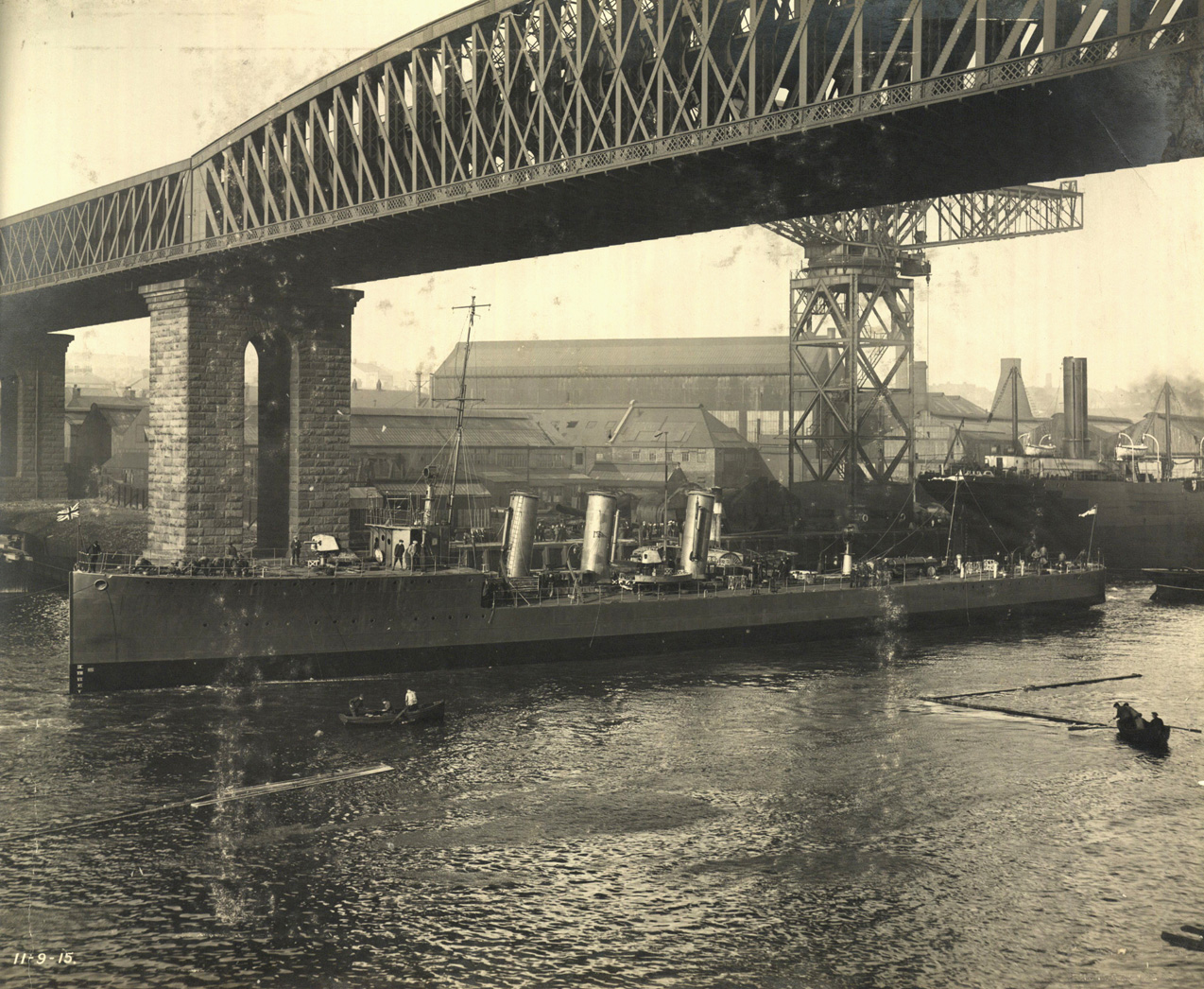
La HMS Opal appena varata, in navigazione nel fiume Wear, settembre 1915.

La Court Line fallì nel 1974 e l'azienda fu nazionalizzata. Nel 1986 fu di nuovo privatizzata quando fu fusa alla Austin & Pickersgill per formare la North East Shipbuilders. Comunque l'ultima nave costruita a Pallion fu varata nel 1989 e in seguito il sito chiuse come cantiere di costruzione. Il vecchio cantiere è oggi occupato dalla Pallion Engineering Limited, mentre l'officina motori è occupata dalla W.H.Forster Ltd.

## Operatività
Doxford fu uno dei maggiori cantieri navali britannici. Nel 1875 varò la HMS Opal, una pirocorvetta composita. Nel 1895 il cantiere costruì la classe Hardy di cacciatorpediniere e tra il 1915 e il 1916 furono varate otto unità classe M tipo Ammiragliato. Doxford costruiva anche motori diesel marini, di cui l'ultimo fu costruito nel 1980.